# Sociedad Deliana

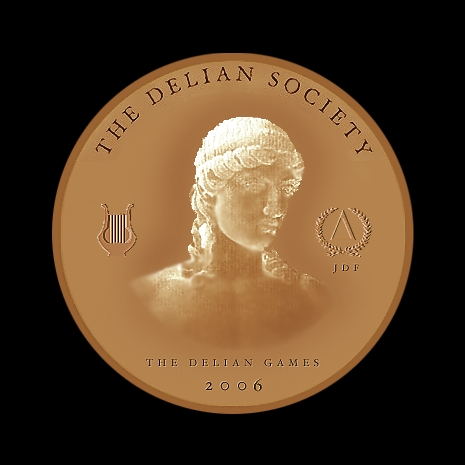
Juegos de la Delian Society.

La Sociedad Deliana (en inglés: Delian Society) es una comunidad internacional de compositores, intérpretes, académicos, técnicos en grabación, editores musicales y aficionados, dedicados a la revitalización de las magníficas tradiciones tonales del arte musical. Es extraordinariamente diversa e invita a la participación de todos aquellos que compartan su visión artística y objetivos. 

## Etimología
La Sociedad toma su nombre de la antigua isla griega de Delos, legendario lugar de nacimiento de Apolo, dios de la música y la luz. 